# Neve Kfir

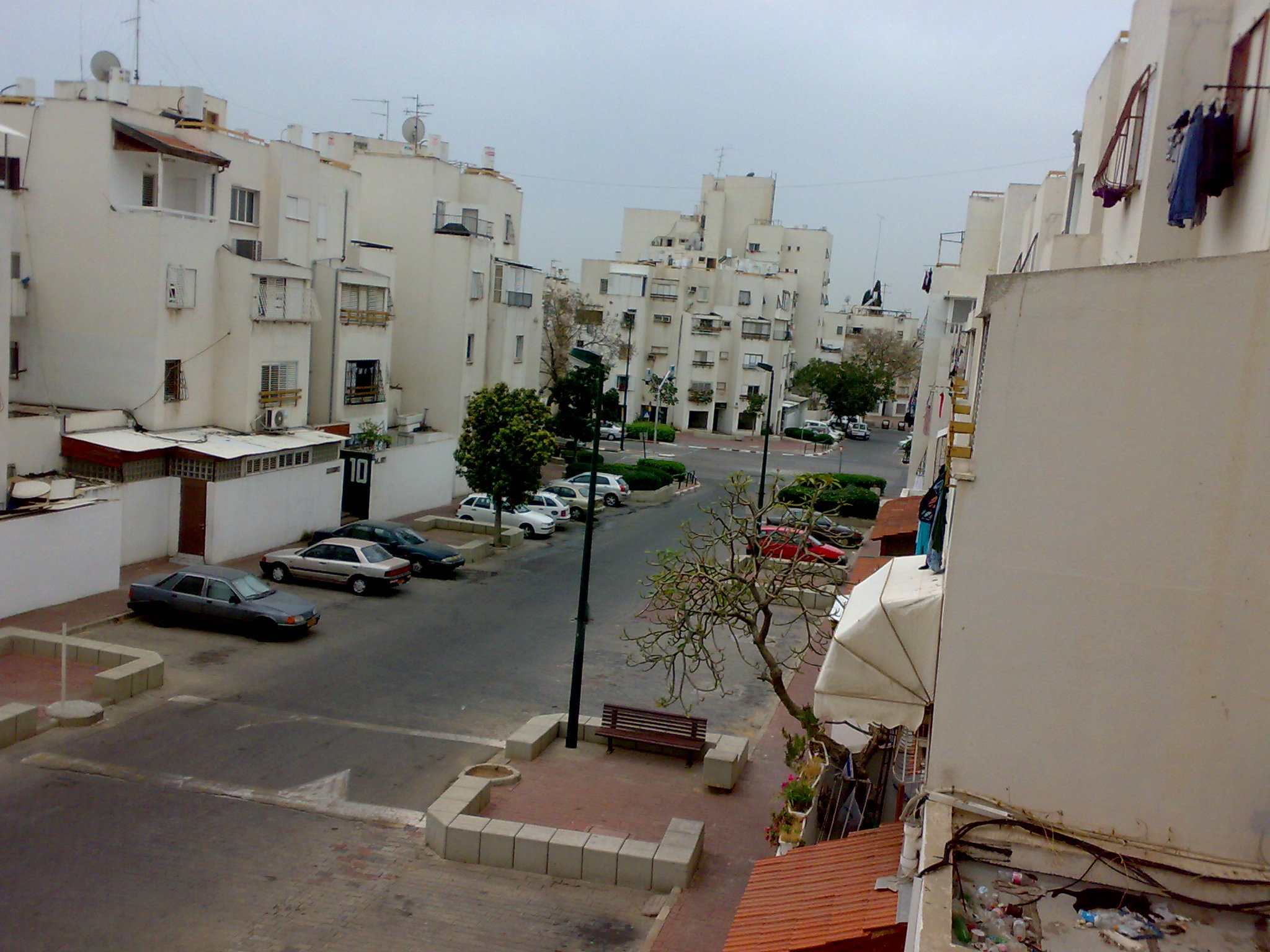
Zástavba v ulici ha-Rav Alnekave ve čtvrti Neve Kfir

Neve Kfir (hebrejsky: נווה כפיר, doslova Lvíčí oáza, někdy jen Kfir, כפיר) je čtvrť ve východní části Tel Avivu v Izraeli. Je součástí správního obvodu Rova 9 a samosprávné jednotky Rova Darom Mizrach.

## Geografie
Leží na východním okraji Tel Avivu, cca 4 kilometry od pobřeží Středozemního moře, v nadmořské výšce okolo 30 metrů. Na severu s ní sousedí čtvrť Neve Barbur, na západě Bejt Ja'akov, na jihu Livne a na východě Kfar Šalem.

## Popis čtvrti
Plocha čtvrti je vymezena na severu ulicí Machal, na jihu třídou Derech Chajim Bar Lev, na západě ulicí Derech Moše Dajan a na východě ulicí Moše Brill. Zástavba má charakter husté vícepodlažní bytové výstavby. Jde o nový obytný soubor, jeden z několika, které postupně nahrazují volnou starší zástavbu čtvrtě Kfar Šalem. V roce 2007 zde žilo 3248 obyvatel. 